# Kärrharkrank
Kärrharkrank (Tipula paludosa) är en tvåvingeart som beskrevs av Johann Wilhelm Meigen 1830. Kärrharkrank ingår i släktet Tipula och familjen storharkrankar. Arten är reproducerande i Sverige. Inga underarter finns listade i Catalogue of Life.
Arten når en längd av cirka 16 mm och den har främst en gråaktig färg, med inslag av gult och rött på bakkroppen samt ibland på vingarna. Honor har ett svansliknande spetsigt utskott vid bakkroppen. Exemplar som vilar håller vingarna åt sidan. Kärrharkrank har en larv som påminner om en mjölmask men den saknar extremiteter.
Harkrankens imago syns i Norden mellan april och oktober. Habitatet utgörs av ängar, jordbruksmark, trädgårdar och parker. Honan lägger sina ägg i jorden och larverna äter underjordiska växtdelar.
Arten är utbredd i nästan hela Europa. Den saknas vid södra Balkan och på flera öar i Medelhavet. Kärrharkrank förekommer även i Nordamerikas tempererade regioner.

## Bildgalleri

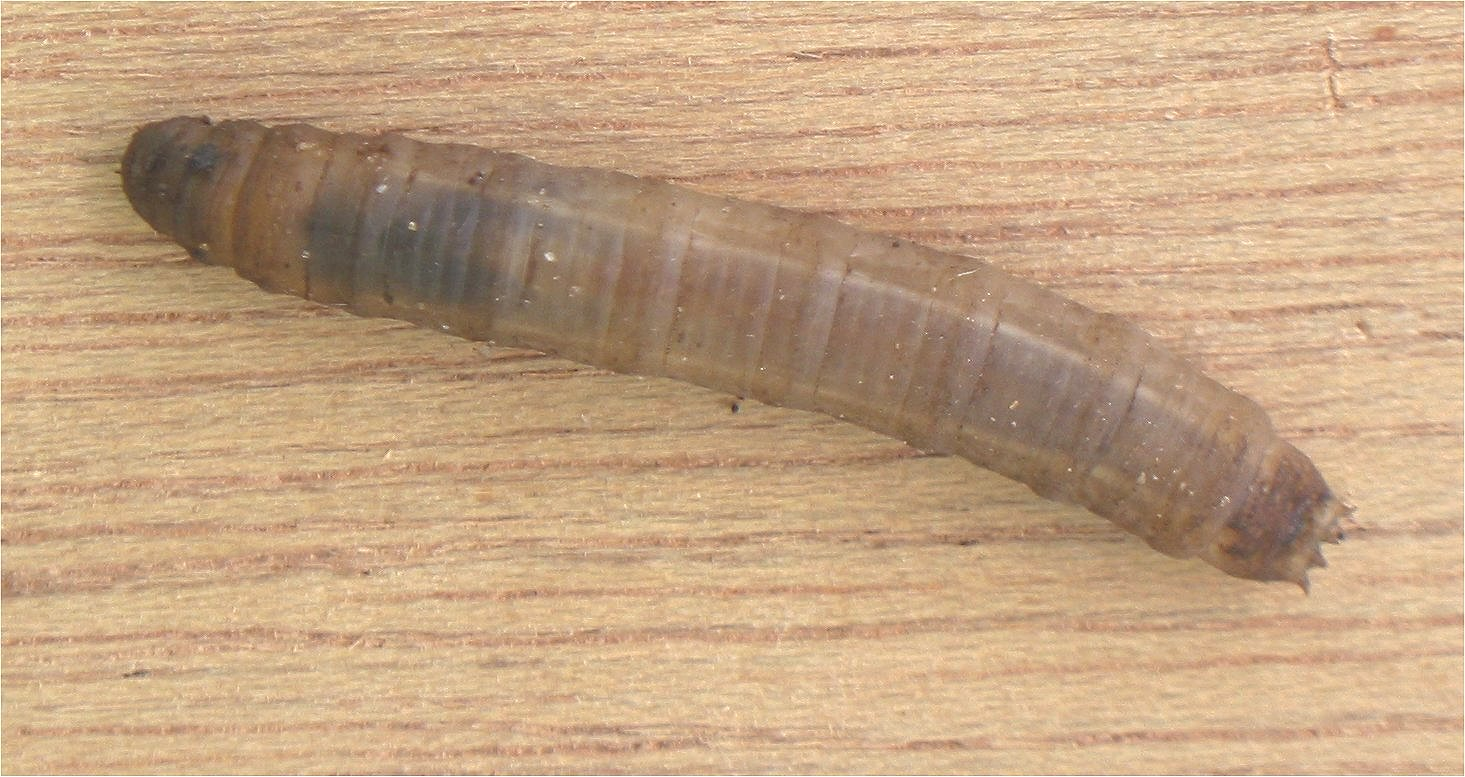
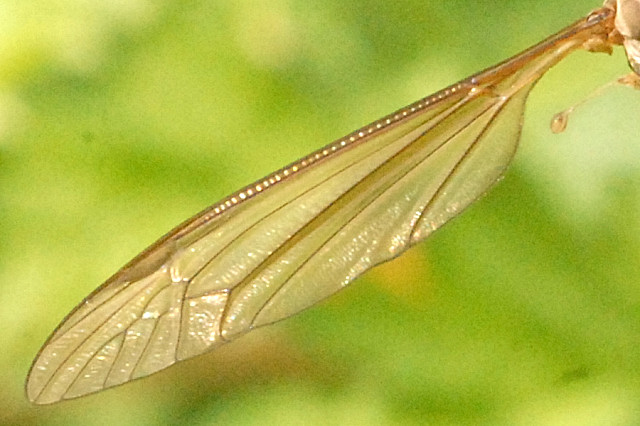
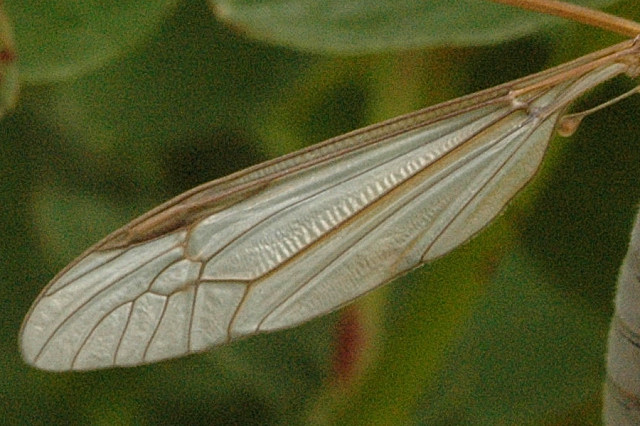